# Grupp (botanik)
Grupp är en formell systematisk kategori för kulturväxter, under vilken man samlar sorter eller samlingar av individer med en eller flera definierade likheter. 
Grupper är praktiska hjälpmedel för att samla likartade sorter där ursprungen kan vara dunkelt, komplext eller okänt. Sorter i samma grupp kan vara systematiskt släkt, men inte nödvändigtvis. En sort kan tillhöra flera grupper beroende på sammanhang.
I Grupp-namn skrivs termen Gruppen alltid med stor begynnelsebokstav och står i bestämd form. Vanligen ställs gruppbeteckningen inom parentes när hela namnet, inklusive sort, skrivs ut.
Exempel:
- Rhododendron (Yakushimanum-Gruppen) 'Edelweiss'

### Webbkällor
International Code of Nomenclature for Cultivated Plants